# Curtici
Curtici là một thị xã thuộc hạt Arad, România. Dân số thời điểm năm 2002 là 9726 người.